# Психофармакологічна революція
Психофармакологічна революція охоплює впровадження різних психіатричних препаратів у клінічну практику, а також їх подальший розвиток. Хоча це не обмежується лише періодом 1950-х років, література схильна припускати, що це десятиліття було особливо плідним часом для відкриття ліків для ЦНС і його називають «золотою ерою».

## Хлорпромазин
Історію хлорпромазину можна простежити до роботи BASF, яка створювала барвники приблизно на рубежі 20-го століття (пор. метиленовий синій). Було виявлено, що приєднання основних бічних ланцюгів до залишку трициклічного фенотіазину призводить до сполук, які функціонують як надійні антигістамінні засоби.
Анрі Лаборі вперше застосував хлорпромазин для лікування тривоги пацієнтів перед операцією. Він звернув увагу на так звану «байдужість», яку викликає цей засіб, і запропонував використовувати його на збуджених психотичних пацієнтів.
Хлорпромазин має активність антагоніста Н1, М1 та α1 рецепторів. Це викликає седативний ефект, антихолінергічні ефекти, а також ортостатичну гіпотензію. Він також функціонує як блокатор рецепторів D2, хоча в цьому відношенні він значно слабший і менш селективний, ніж галоперидол. Вважається, що блокада рецепторів D2 лежить в основі антипсихотичної дії типових нейролептиків. Однак у випадку атипових препаратів, таких як клозапін і рисперидон, вважається, що блокада рецепторів 5HT2A також становить важливу частину їхньої фармакології.
Незначні хімічні зміни в хімічній структурі хлорпромазину були використані для створення нових антипсихотичних засобів, таких як тіоридазин і флуоперазин.

## Іміпрамін
Невеликі хімічні маніпуляції в структурі хлорпромазину призвели до першого трициклічного антидепресанту (TCA), іміпраміну (тофранілу), структура якого базується на імінодібензилі (дибензазепіні).
Іміпрамін вперше був застосований на збуджених психотичних пацієнтів, але було показано, що в більшості випадків їхній стан не покращувався, а фактично дещо погіршувався. Однак було відмічено, що деякі з пацієнтів, які були в депресії, стали більш жвавими, тому його використання в лікуванні депресії стало очевидним.
Через хімічну подібність іміпраміну до хлорпромазину, цей агент також функціонує як антагоніст H1, M1 та α1 рецепторів. Відомо також, що іміпрамін діє як швидкий блокатор натрієвих каналів, що, як кажуть, пояснює кардіотоксичність цього агента. Вважається, що сукупний вплив іміпраміну на ці рецептори не сприяє його терапевтичній активності при лікуванні депресії, хоча вважається, що він пояснює здебільшого всі побічні ефекти.
Вважається, що корисність ТЦА для лікування депресії пов'язана з їхньою здатністю пригнічувати поглинання нейромедіаторів серотоніну (5-HT) і норадреналіну (NA). Було запропоновано, що розробка агентів, які були б більш селективними щодо 5-HT та/або NA, знизила б частоту побічних ефектів. Це, у свою чергу, призвело до розробки/відкриття СИОЗС та ІЗЗСН.

## Іпроніазид
Так звана золота ера також охоплює відкриття першого інгібітора моноаміноксидази, іпроніазиду (марсиліду), на основі гідразину. Як і іміпрамін, він також використовувався для лікування депресії.
Іпроніазид був результатом невдалої спроби медичної хімії покращити протитуберкульозну дію ізоніазиду. Вперше його призначали хворим на туберкульоз, у яких було помічено дивовижне, але абсолютно несподіване покращення настрою. Натан Клайн ввів термін «психічний стимулятор», щоб пояснити цей ефект, і припустив, що їх можна використовувати для лікування депресії.
Іпроніазид більше не використовується, оскільки він спричиняв неприйнятну частоту жовтяниці. Тим не менш, споріднені речовини, такі як фенелзин і ізокарбоксазид, все ще присутні на ринку.
Крім того, транілципромін є необоротним інгібітором МАО, що не містить гідразин, який також доступний.
Обмеження цих препаратів полягає в тому, що вони можуть викликати гіпертензію, тому їх безпека не гарантується. Однак видається, що селективний інгібітор ізоформи B МАО, селегілін, набагато рідше викликає гіпертензію.

## Теорія розладів настрою
Дослідження механізму дії цих агентів, які слідували за їх відкриттям, призвели до пропозиції теорії «хімічного дисбалансу» нейромедіаторів розладів настрою, яка, як передбачається, пояснює патофізіологію та/або патогенез цих станів. Звідси випливає, що ці так звані «дисбаланси» можна виправити шляхом розумного застосування відповідним чином підібраних психотропних препаратів.
Надлишок дофаміну вказується як причина шизофренії, тоді як дефіцит норадреналіну та серотоніну вказується як причина депресії.
Відкриття резерпіну також мало велике значення для розвитку теорії депресії за допомогою моноамінів.

## До 1950-х років
До появи цих агентів лікування психічних розладів в Америці в основному покладалося на «психоаналітичні» методи, які, як кажуть, випливають із «фройдистського» розуміння предметної області. Очевидно, до 1950-х років існував великий опір використанню медицини для лікування психічних розладів. Однак відомо, що різноманітні інші агенти, включаючи амфетамін та опіум, задокументовано використовувалися в історії лікування депресії і що барбітурати, солі літію, солі броміду, різні антихолінергічні алкалоїди, а також опіум використовувалися в історії лікування шизофренії.